# Wimbledon 2016 – ženská čtyřhra legend
Ženská čtyřhra legend ve Wimbledonu 2016 probíhala na přelomu června a července 2016. Do londýnského grandslamu nastoupilo osm párů. Soutěž probíhala v rámci dvou čtyřčlenných skupin. V základní skupině se páry utkaly systémem „každý s každým“. Vítězná dvojice z každé skupiny postoupila do finále.
Obhájcem titulu byla bulharsko-americká dvojice Magdalena Malejevová a Rennae Stubbsová, jejíž členky nepostoupily ze základní skupiny.
Titul vybojoval americko-tuniský pár Martina Navrátilová a Selima Sfarová, které ve finále zdolaly americké seniorky Lindsay Davenportovou s Mary Joe Fernandezovou. Po ztrátě úvodní sady v tiebreaku poražené finalistky zápas skrečovaly.

## Herní plán
| Legenda                                                       |                                                                        |                                                   |
| - Q – kvalifikant - WC – divoká karta - LL – šťastný poražený | - Alt – náhradník - SE – zvláštní výjimka - PR/SR – žebříčková ochrana | - w/o – bez boje - r – skreč - d – diskvalifikace |

### Finále
| Finále |                                            |    |    |  |
|        |                                            |    |    |  |
|        |                                            |    |    |  |
|        | Lindsay Davenportová Mary Joe Fernandezová | 65 | 0r |  |
|        | Martina Navrátilová Selima Sfarová         | 7  | 0  |  |

### Skupina A
Pořadí bylo určeno na základě následujících kritérií: 1) počet vyhraných utkání; 2) počet odehraných utkání; 3) u dvou párů se stejným počtem výher rozhodoval vzájemný zápas; 4) u tří párů se stejným počtem výher rozhodovalo: a) procento vyhraných setů, b) procento vyhraných her; 5) rozhodnutí řídící komise.

### Skupina B
|    |                                            | A Keothavongová M Southová | I Majoliová A Sánchezová Vicariová | M Navrátilová S Sfarová | J Novotná H Suková | Zápasy | Sety | Hry   | Pořadí |
| B1 | Anne Keothavongová Melanie Southová        |                            | 6–4, 6–2                           | 1–6, 3–6                | 3–6, 3–6           | 1–2    | 2–4  | 22–30 | 3.     |
| B2 | Iva Majoliová Arantxa Sánchezová Vicariová | 4–6, 2–6                   |                                    | 4–6, 1–6                | 6–2, 6–4           | 1–2    | 2–4  | 23–30 | 2.     |
| B3 | Martina Navrátilová Selima Sfarová         | 6–1, 6–3                   | 6–4, 6–1                           |                         | 6–1, 6–2           | 3–0    | 6–0  | 36–12 | 1.     |
| B4 | Jana Novotná Helena Suková                 | 6–3, 6–3                   | 2–6, 4–6                           | 1–6, 2–6                |                    | 1–2    | 2–4  | 21–30 | 4.     |

Pořadí bylo určeno na základě následujících kritérií: 1) počet vyhraných utkání; 2) počet odehraných utkání; 3) u dvou párů se stejným počtem výher rozhodoval vzájemný zápas; 4) u tří párů se stejným počtem výher rozhodovalo: a) procento vyhraných setů, b) procento vyhraných her; 5) rozhodnutí řídící komise.